# Agricultura de guerrilla

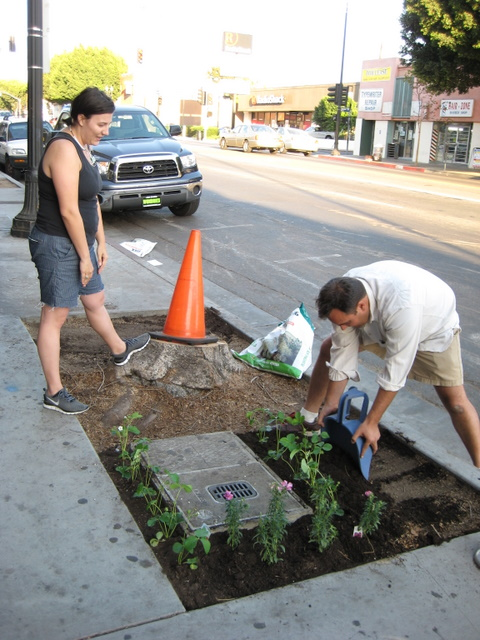
Plantando en una acera de Los Ángeles.

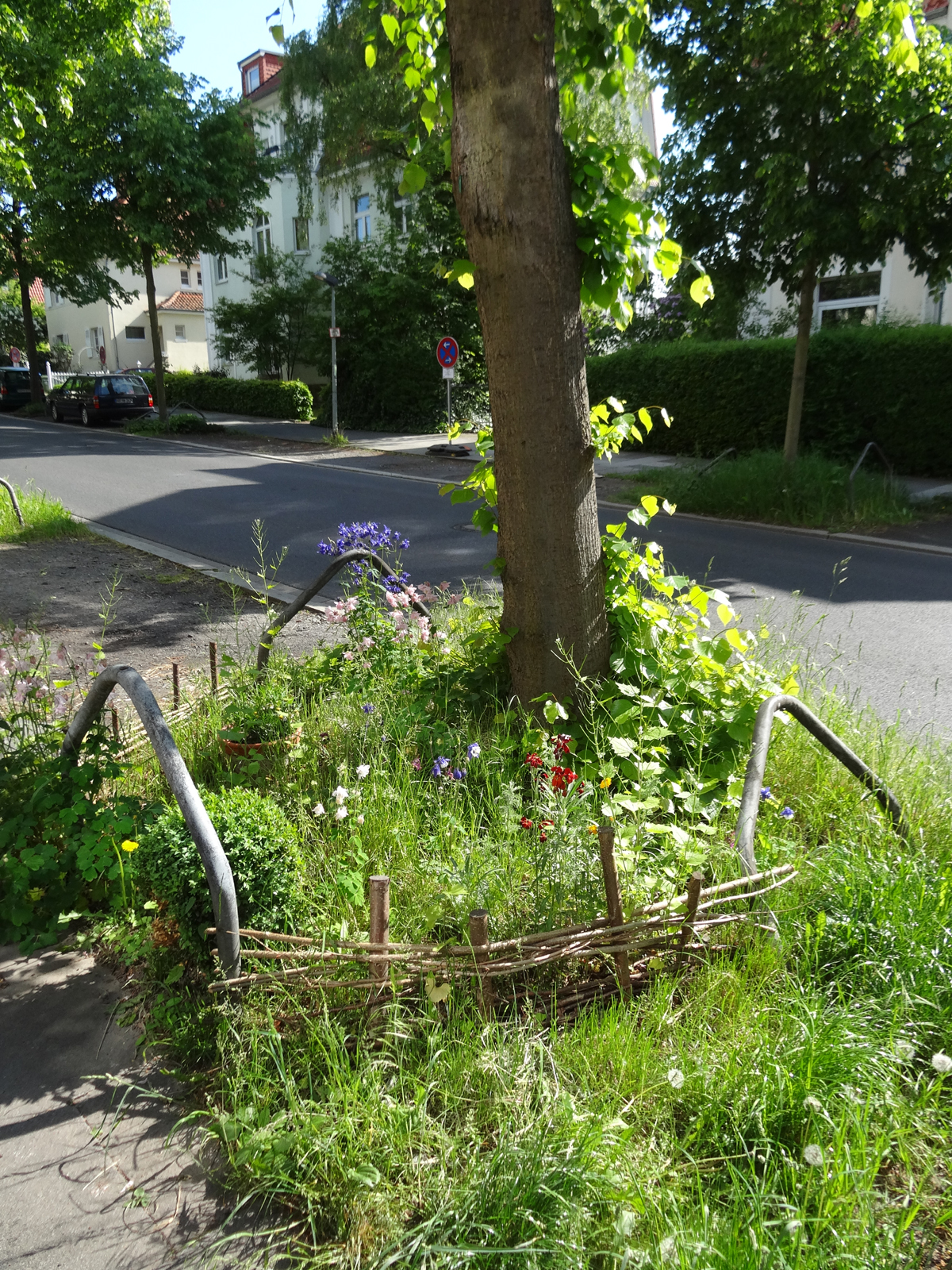
Alcorques plantados por los vecinos en una calle de Göttingen, Alemania.

La jardinería de guerrilla o guerrilla jardinera (del inglés Guerrilla Gardening), es un movimiento cuyo objetivo es repensar la relación con la naturaleza en el entorno urbano. Consiste en acciones directas de jardinería realizadas por voluntarios en espacios públicos degradados o parcelas abandonadas, que va de plantar flores silvestres a crear huertos improvisados, convirtiendo así la jardinería en una acción política y ecológica.
Muchos de estos agricultores llevan a cabo su ocupación por la noche, en relativo secreto para sembrar o cuidar un nuevo jardín o plantación. Otros trabajan de una forma más abierta, buscando la cooperación de miembros de la comunidad local donde se lleve a cabo. El acto se convierte así en una forma de activismo proactivo o pro-activismo.

## Ejemplos
- Pure Genius!.[3] Una comunidad intencional formada a partir de la web Pure Genius. Consiguieron vivir cinco meses antes de la desocupación.
- Have på en nat (Jardín en la noche). Organizado por los Danish Økologiske Igangsættere (Organic starters). Un terreno vacío en el centro de la ciudad de Guldbergsgade (Dinamarca) se transformó en una noche en un jardín gracias a las cerca de mil personas que tomaron parte en la acción.
- El May Day 2000, Reclaim the Streets, organizó una acción de guerrilla jardinera en la plaza del parlamento en Londres. Tras una procesión carnavalesca con bandas de samba y un recorrido en bicicleta de Masa crítica desde Hyde Park, miles de guerrilleros ocuparon la plaza sembrándola de vegetales y flores.[4]
- Leaf Street Community Garden. Leaf Street es un acre de terreno en Hulme (Inglaterra) que fue calle urbana antes de su conversión en jardín comunitario gracias a los habitantes del municipio.[5]
- Abahlali baseMjondolo. Asociación y movimiento sudafricano que ha comenzado jardines y huertas en los asentamientos de sus afiliados
- Movimiento de los Trabajadores Rurales Sin Tierra. En Brasil, ha ocupado millones de hectáreas comenzando a producir alimentos en ellas.
- Miejska Partyzantka Ogrodnicza (Guerrilla del Huerto Urbano) El grupo informal fundado en Polonia por Witold Szwedkowski opera desde 2005. En 2010, comenzaron a ejecutar el "Refugio para plantas no deseadas". En 2017, establecieron el "Día Mundial de la Siembra de Calabazas en Lugares Públicos" (16 de mayo) y, a partir de 2020, la "Suspensión Nacional de Cortacéspedes", una campaña para reducir la frecuencia de corte de la ciudad.[6]